# تاج الملكة بوا بي
تاج الملكة بوابي هو تاج من بلاد الرافدين يعود لفترة 2600-2450 ق.م، ويتكون من إكليل ذهبي مزخرف بأوراق الشجر، وخيوط من حبات لازورد وعقيق لحمي، مع مشط ذهبي وشرائط شعر دقيقة. يقدر الوزن الكلي للتاج بأكثر من 6 أرطال. تم اكتشاف التاج موضوعاً على رفات الملكة بوابي في المقبرة PG 800 أثناء تنقيبات المقبرة الملكية في أور التي بدأت عام 1922 وانتهت عام 1934. بنت مجتمعات بلاد الرافدين اللاحقة مدناً جديدة فوق الحضارات السابقة وشيدت تلالاً اصطناعية متعددة الطبقات للحفاظ على الرفات البشرية. هذه التلال الأصغر (المبنية فوق قبر الملكة بوابي) أخفت وحمت ثرواتها الكبيرة من خلال جعلها غير قابلة للوصول من قبل اللصوص. وجد بجانب رفات الملكة بوابي ختم أسطواني (تعريفي) مكتوب عليه لقب "نين"، مما يشير إلى أنها كانت سيدة عظيمة أو ملكة. في القبر، وجد المنقبون أيضاً بقايا خادمات - مزينات بمجوهرات وشرائط شعر مماثلة - وكان الغرض منهن خدمة الملكة في حياتها الآخرة. الأهمية الدينية لتاج الملكة بوابي تظهر مكانتها الملكية وأهميتها الدينية. قاد تشارلز وولي أعمال التنقيب في أور وكانت بعثة مشتركة برعاية متحف الآثار وعلم الإنسان في جامعة بنسلفانيا والمتحف البريطاني. يوجد التاج حالياً في متحف بنسلفانيا في فيلادلفيا. لا تزال أعمال التنقيب تحظى بشعبية كبيرة بسبب الثروات المكتشفة، وكشف النقاب عن مقبرة جماعية، والارتباط المحتمل مع إبراهيم من سفر التكوين. 

## إعادة البناء

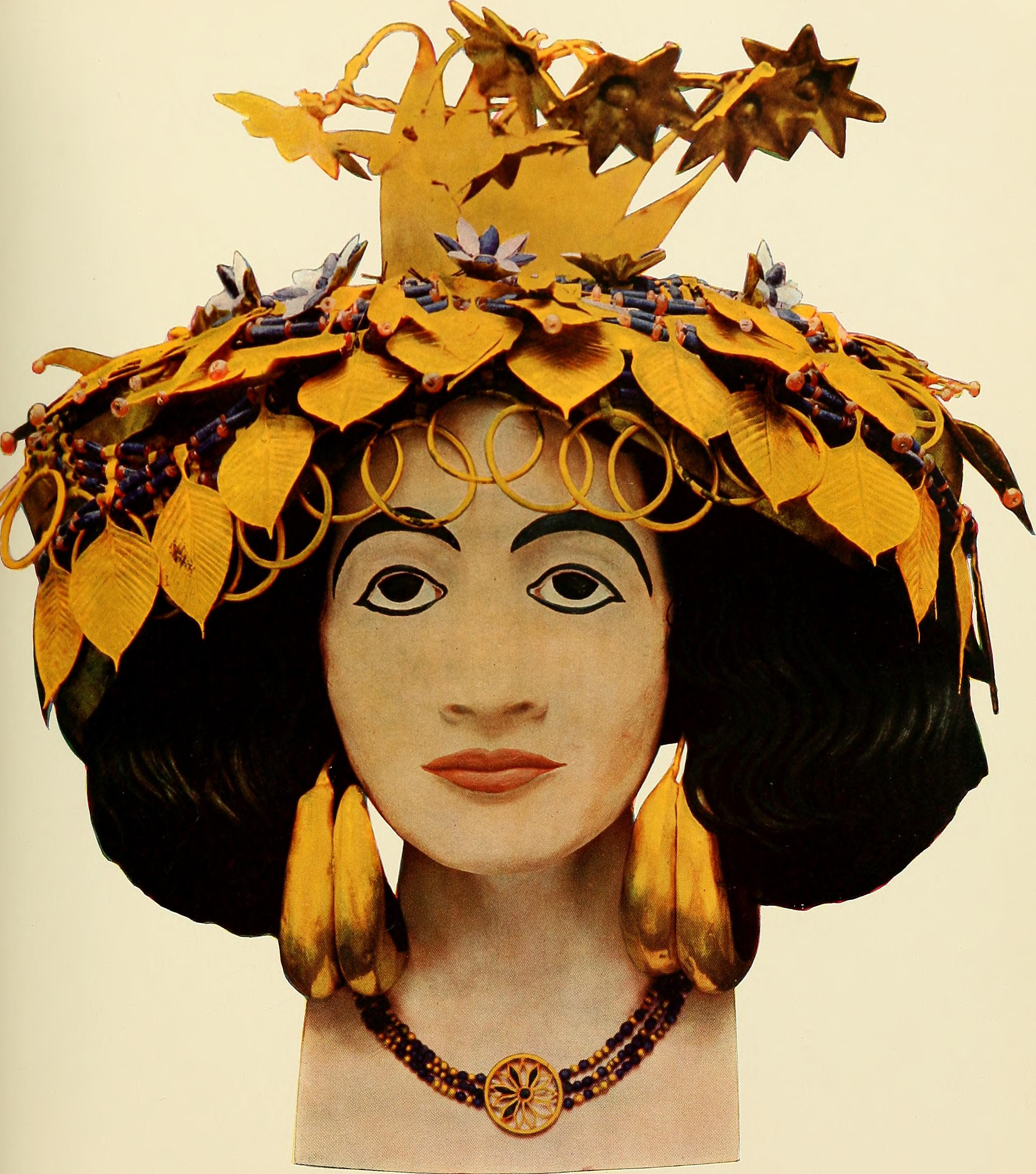
إعادة بناء للملكة بوابي

منذ اكتشاف المقابر الملكية في أور، عانى علماء الآثار والباحثون من أجل إنشاء تمثيل دقيق للملكة بوابي. من خلال تحليل زي الدفن والأشياء المادية في القبر، استنتج الباحثون أن الملكة بوابي حافظت على مكانة عالية. كانت الملكة بوابي تبلغ من العمر حوالي 40 عاماً عند وفاتها وطولها خمسة أقدام. كانت الصعوبة في إعادة بناء مظهر الملكة بوابي ناتجة عن قلة المعرفة عن جماليات بلاد الرافدين للإناث. على الرغم من افتقار الباحثين لهذه المعلومات، إلا أن ذلك لم يمنع كاترين وولي وأحد أمناء متحف بنسلفانيا، الأب ليون ليجران، من إعطاء الملكة بوابي وجهاً (وإضافة مكياج). قام الدكتور ليجران بنمذجة إعادة بنائه للملكة بوابي على تمثال من تيلو (كرسو)، "لا فام أ ليشارب"، الذي تم إنشاؤه بعد 500 عام من حياتها. تم في النهاية سحب إعادة البناء المثيرة للجدل واستبدالها بمانيكان بدون وجه لتجنب الافتراضات المثيرة للجدل حول جماليات السومريين.

## الأكاليل

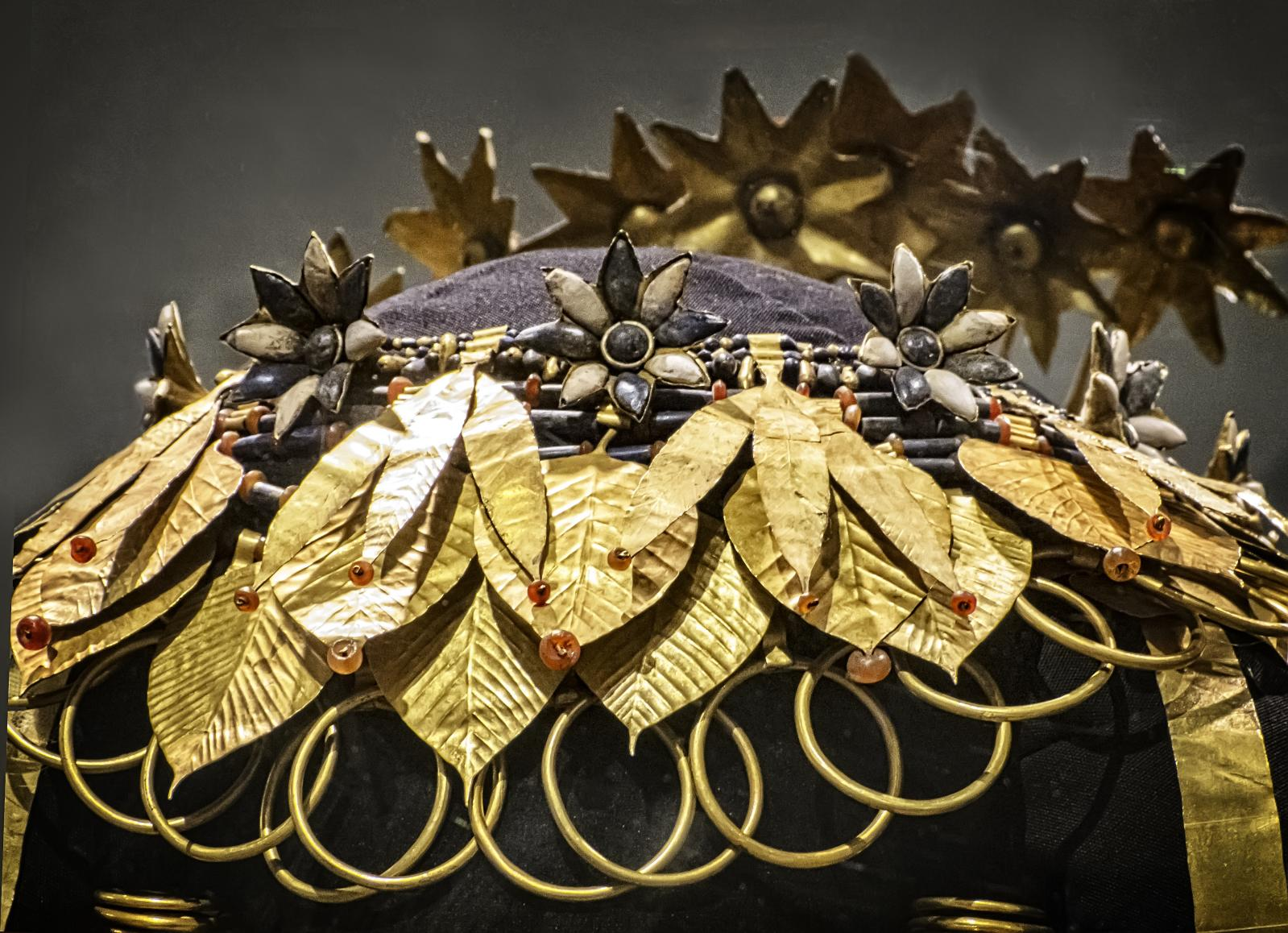
لقطة مقربة لأكاليل تاج الملكة بوابي

يحتوي تاج الملكة بوابي على أربعة أكاليل مختلفة. أول إكليلين متطابقان تقريباً، مع عشرين ورقة ذهبية من الحور تفصلها خيطان من حبات اللازورد والعقيق. استيراد مواد التاج يظهر الأهمية السياسية والثقافية لأور كمركز للتجارة البحرية والتجارية. اللازورد من أفغانستان الحديثة، والعقيق من وادي السند، في الهند وباكستان اليوم. الأوراق مصنوعة من ذهب طبيعي (70-90% نقاء) وتم إنشاؤها من خلال عملية التلدين والطرق لصفائح ذهبية مفردة. من خلال طرق الصفيحة في اتجاهات مختلفة، تمكن الحرفي من تحديد شكل الورقة وإنشاء ساق الورقة التي تطوى في أنابيب وتتصل بخيوط الحبات. يختلف الإكليل الثالث عن الآخرين لأنه يحتوي على عقيق أبيض، وزهور، وأوراق صفصاف. على عكس أكاليل الحور، استخدم الصائغ قطعاً ذهبية مختلفة لإنشاء أوراق الصفصاف (باستثناء الورقة المركزية التي تتصل بخيوط الحبات). استخدام الأوراق والزهور يرمز إلى الوفرة في أيقونات بلاد الرافدين القديمة. الموضوعات الطبيعية موجودة في ملابس النساء الملكيات القديمة عبر الثقافات لأنها تشير إلى الإناث كمخلوقات خصبة ووفيرة وتعزز دورهن كمنتجات للأجيال المتعاقبة. بالإضافة إلى الأكاليل، يحتوي التاج أيضاً على عصابة أمامية مصنوعة من ذهب مطوي إلى ثلاثة خيوط من الحبات مع عشرين قلادة ذهبية متصلة.

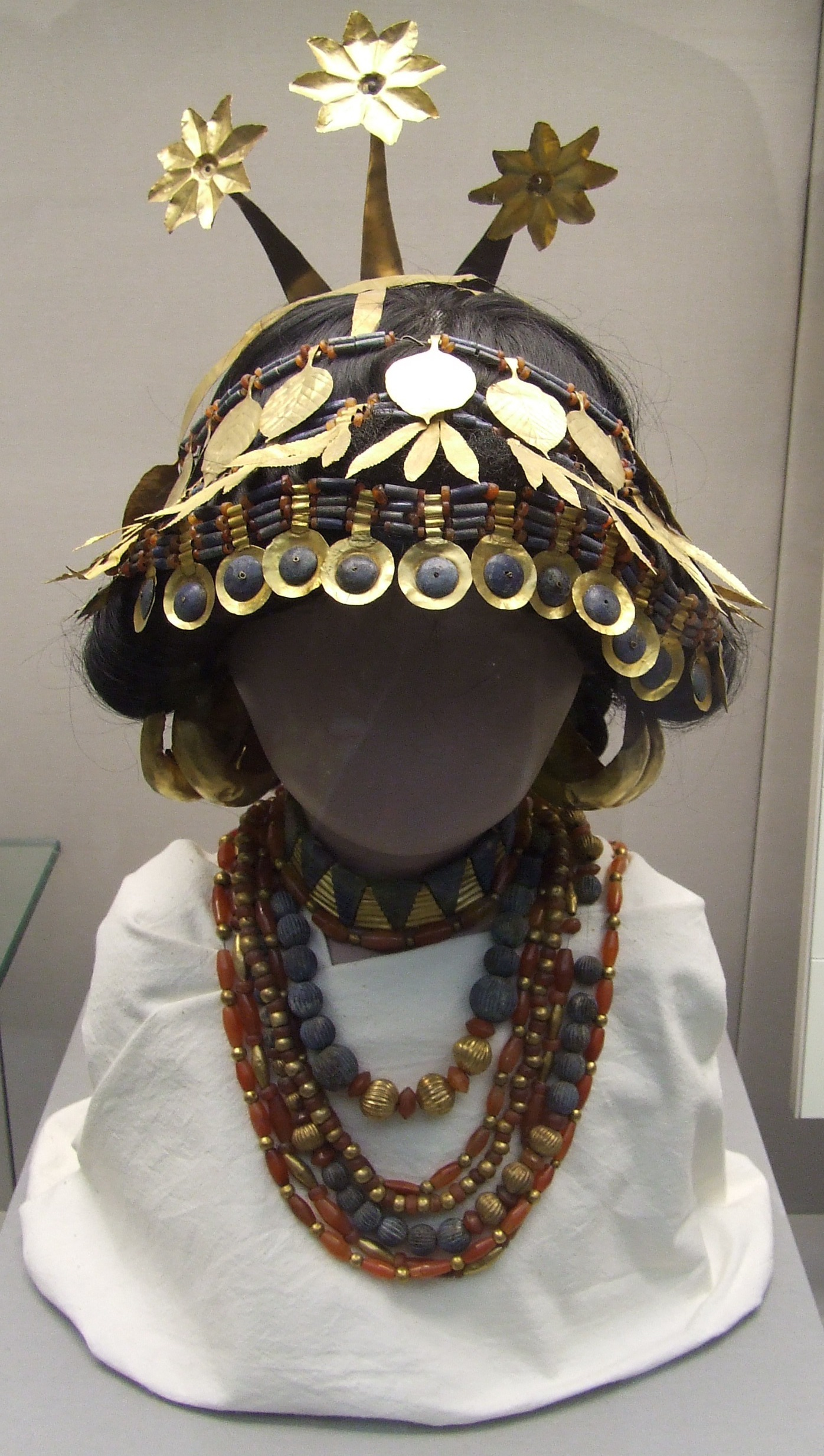
تاج ترتديه إحدى الخادمات الثلاث الموجودات خارج غرفة القبر الرئيسية (لاحظ ارتفاع مشط الشعر)

## مشط الشعر
في أعلى رأس الملكة بوابي يوجد مشط شعر ذهبي كبير. المشط نفسه كبير الحجم بارتفاع 30.6 سم وعرض 27.8 سم. كان يبرز من مؤخرة رأس الملكة بوابي لأعلى لخلق مظهر يشبه التاج. عبر التاريخ، كان الرأس يرمز إلى مركز القوة حيث تكمن الأشياء التي تشير إلى مكانة الشخص أو مهنته أو إنجازاته. يضيف المشط وسبع زهور ذهبية ما يقرب من قدم كاملة إلى طول الملكة بوابي عند ارتدائه. في التمثيلات البصرية للثقافات القديمة المختلفة، كان الارتفاع يستخدم عادة للإشارة إلى الرتبة أو القرب من شخصية إلهية أو تسلسل هرمي بين الجنسين. الارتباط بين الطول والأهمية يعطي نظرة ثاقبة حول سبب قرر الحرفيون إنشاء تاج عالي للملكة بوابي للدفن. من صفيحة ذهبية واحدة، يمتد دبوس الشعر الرفيع إلى القاعدة العريضة وينقسم إلى سبعة أسنان. متصلة بأطراف الأسنان زهور ذهبية معقدة. زينة الملكة بوابي بالزهور كانت ستجعلها "...معروفة كممثلة للوفرة الإمبراطورية الممنوحة من الإله" في الحياة الآخرة.

## شريط الشعر

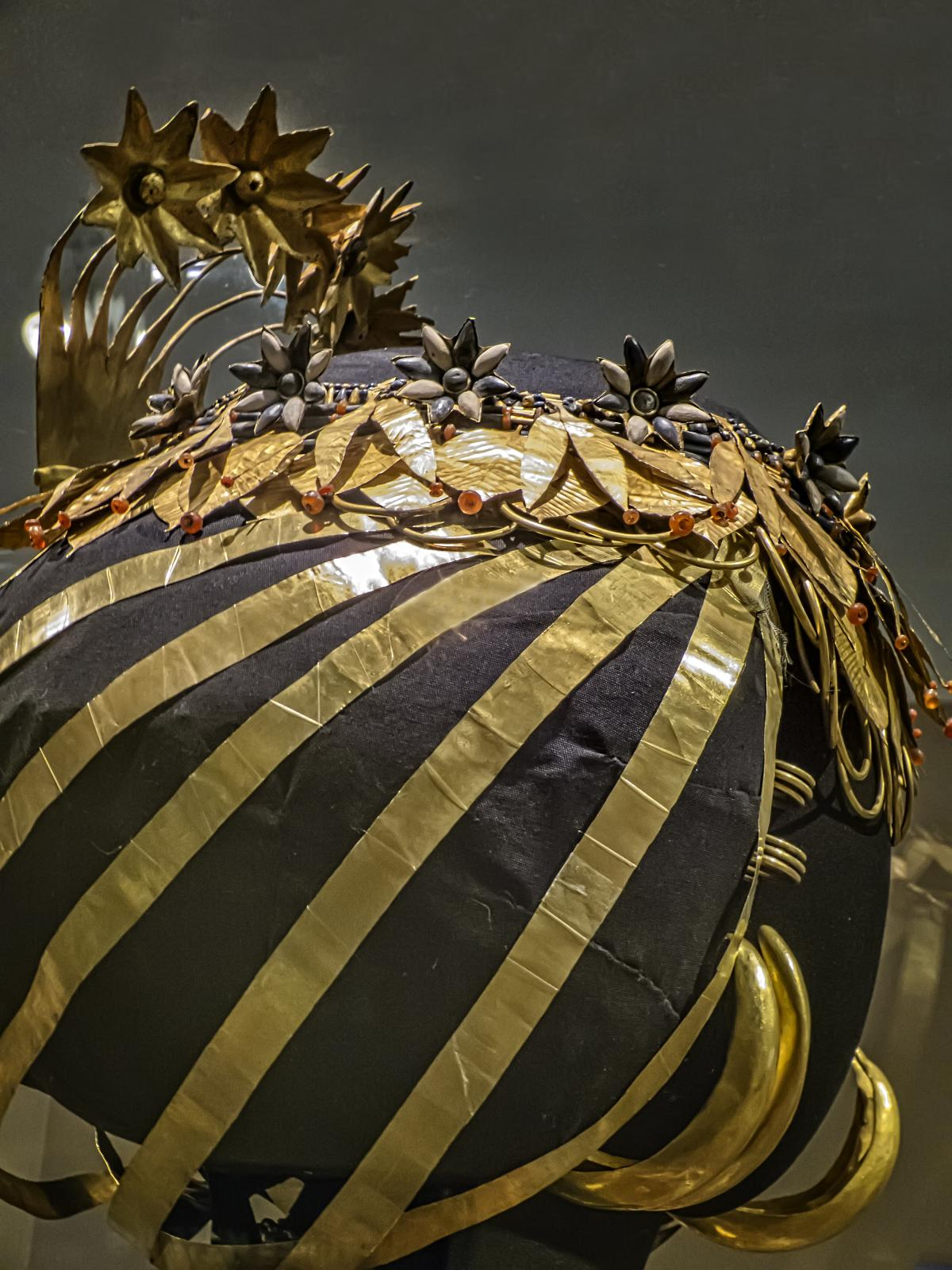
شريط الشعر (لقطة مقربة)

شرائط الشعر الذهبية التي تزين شعر الملكة بوابي (أو شعرها المستعار) يمكن القول إنها واحدة من أكثر قطع تاجها بروزاً. لدعم وزن التاج والامتثال لمعيار تسريحات الشعر المعقدة خلال الفترة السومرية المبكرة، من المرجح أن الملكة بوابي ارتدت شعراً مستعاراً. الطول المثير للإعجاب (بعضها بطول 36 قدماً) والاستقامة المثالية (خالية من الخطأ البشري) تضيف أهمية دينية لإنتاج الشريط. خلال هذه الفترة في بلاد الرافدين، كانت هناك عمليات أبسط متاحة للصائغين من تلدين الذهب، لذا فإن الاختيار المتعمد لاستخدام هذه التقنية يشير إلى الأهمية الدينية للعملية. كانت الحرفية هي تقدمة العمال للإله، ومن خلال استخدام عملية تستغرق وقتاً طويلاً من الطرق المتكرر (شبه الطقسي)، تمكنوا من تحقيق الكمال و"...إخفاء يد الصانع الفاني." من خلال طرق الذهب، يخلق لمعاناً، وهو موضوع مركزي في جماليات بلاد الرافدين. في الواقع، المصطلح السومري لـ"التألق" يستخدم أيضاً للدلالة على "المقدس" و"النقي"، مما يظهر الارتباط المفاهيمي بين هذه الأفكار الثلاثة. استخدام الذهب الطبيعي في جميع أنحاء التاج يشير إلى الأهمية الدينية للملكة بوابي، وبالتالي مجوهراتها.